# Syllepte purpurascens
Syllepte purpurascens là một loài bướm đêm trong họ Crambidae.